# Городище Довгий бугор
Городище «Довгий бугор» — городище імовірно I—III ст. н. е., розташоване в Симферопольському районі Криму, пам'ятка археології.
Розташоване на однойменній височині на південно-східній околиці с. Партизанське, що знаходиться в широкому зниженні між Головним і Внутрішнім гірськими пасмами. На південь від нього знаходиться Альмінське водосховище, а в 700 м на північ розташоване городище Червона Гірка. Пам'ятка займає площу близько 2,5 га. Височина обрамлена крутими схилами а зі сходу з'єднана з відрогом вузьким перешийком, на якому помітні сліди повністю розібраної кам'яної стіни.
Пізньоскіфські відкладення датуються I—III ст. н. е, вони виявлені в північно-західній частині пам'ятки. Тут же були присутні уламки орнаментованої кераміки пізнього кизил-кобінського часу. Оборонні споруди городища не вивчались, шурфовка культурного шару не проводилася. По західному схилу від городища до глибокої балки розташовані тераси, походження яких не з'ясовано. Внизу в балці зустрічається гончарна кераміка салтівського часу. З городища видно лише найближчі околиці та городища Червона Гірка, Зміїне і Таш-Джарган.